# Episteme solicita
Episteme solicita là một loài bướm đêm trong họ Noctuidae.